# M1917 엔필드
M1917 엔필드는 .303 브리티시 1914형 엔필드의 미국식 개조판이자 생산형으로, 1917년부터 1918년까지 생산되었다. 대량 생산된 덕분에 제1차 세계 대전 당시 미국 원정군의 주력 소총이었다. M1 개런드의 초기 수량이 부족했기 때문에 제2차 세계 대전이 발발했을 때 여전히 미국 육군은 엔필드를 사용하고 있었다. 무기대여법에 따라 영국, 중화민국, 캐나다, 자유 프랑스가 M1917 엔필드를 대여받았다. 2차 대전 이후에도 6.25 전쟁과 제1차 인도차이나 전쟁에서 중국인민지원군과 베트민이 각각 M1917 엔필드를 사용한 그린란드에 주둔한 덴마크 시리우스 개썰매 순찰대가 여전히 M1917 엔필드를 사용하고 있다. 미국식 엔필드(영어: American Enfield)라 부르기도 한다.